# The Best Damn Tour: Live in Toronto
The Best Damn Tour: Live in Toronto är ett videoalbum av den kanadensiska sångerskan Avril Lavigne, utgivet i september 2008 på RCA Records. Videon består av en filmad utsåld konsert vid Air Canada Centre i Toronto den 7 april 2008. Konserten var en del av Lavignes tredje världsturné, The Best Damn World Tour.

## Låtlista
1. "Girlfriend"
2. "I Can Do Better"
3. "Complicated"
4. "My Happy Ending"
5. "I'm with You"
6. "I Always Get What I Want"
7. "Best Damn Dance Break"
8. "When You're Gone"
9. "Innocence"
10. "Don't Tell Me"
11. "Hot"
12. "Losing Grip"
13. "Bad Reputation Videomontage" (Joan Jett-cover)
14. "Everything Back But You"
15. "Avril on Drums"
  - "Runaway"
  - "Hey Mickey" (Toni Basil-cover)
16. "The Best Damn Thing"
17. "I Don't Have to Try"
18. "He Wasn't"

Extranummer
1. "Girlfriend (Remix)"
2. "Sk8er Boi"